# Rally Rías Baixas de 1979
El Rally Rías Baixas de 1979, oficialmente 15.º Rallye Rías Baixas, fue la decimoquinta edición y la decimotercera cita de la temporada 1979 del Campeonato de España de Rally. Fue también puntuable para el Campeonato de Galicia de Rally. Se celebró del 10 al 12 de agosto y contó con un itinerario de veintidós tramos que sumaban un total de 173 km cronometrados.

## Itinerario
| Día     | Tramo | Nombre               | Distancia |
| ------- | ----- | -------------------- | --------- |
| Etapa 1 | TC1   | Bahira               | 2.80 km   |
| Etapa 1 | TC2   | Santa Maria de Oya   | 9.25 km   |
| Etapa 1 | TC3   | Puenteareas-Guillade | 6.10 km   |
| Etapa 1 | TC4   | Mondariz-Covelo      | 11.30 km  |
| Etapa 1 | TC5   | Barciademera         | 13.80 km  |
| Etapa 1 | TC6   | Moscoso              | 5.80 km   |
| Etapa 1 | TC7   | Puenteareas-Guillade | 6.10 km   |
| Etapa 1 | TC8   | Mondariz-Covelo      | 11.30 km  |
| Etapa 1 | TC9   | Barciademera         | 13.80 km  |
| Etapa 1 | TC10  | Moscoso              | 5.80 km   |
| Etapa 1 | TC11  | San Colmado          | 5.30 km   |
| Etapa 2 | TC12  | Bahira               | 2.80 km   |
| Etapa 2 | TC13  | Santa Maria de Oya   | 9.25 km   |
| Etapa 2 | TC14  | San Antoniño         | 11.80 km  |
| Etapa 2 | TC15  | Gondomar-Villaza     | 5.60 km   |
| Etapa 2 | TC16  | Chenlo               | 9.00 km   |
| Etapa 2 | TC17  | Bahira               | 2.90 km   |
| Etapa 2 | TC18  | Santa Maria de Oya   | 2.80 km   |
| Etapa 2 | TC19  | San Antoniño         | 11.80 km  |
| Etapa 2 | TC20  | Gondomar-Villaza     | 5.60 km   |
| Etapa 2 | TC21  | Chenlo               | 9.00 km   |
| Etapa 2 | TC22  | San Colmado          | 5.30 km   |

## Clasificación final
| Pos. | Piloto                 | Copiloto                  | Automóvil                  | Tiempo  | Diferencia |
| ---- | ---------------------- | ------------------------- | -------------------------- | ------- | ---------- |
| 1.   | Marc Etchebers         | Marie-Christine Etchebers | Porsche 911 Carrera 3.0    | 1:47:22 | 0.0        |
| 2.   | Ricardo Muñoz          | David Valverde            | Porsche 911 SC             | 1:49:44 | +2:22      |
| 3.   | José Gonçalves         | Miguel Oliveira           | Porsche 911 Carrera RS 2.8 | 1:52:30 | +5:08      |
| 4.   | Jean-François Lasalle  | Alain Peloffi             | Opel Kadett GT/E           | 1:57:32 | +10:10     |
| 5.   | Celestino Pardo        | Henrique de Cuena         | SEAT 124-1800              | 2:01:22 | +14:00     |
| 6.   | Manuel Vázque Castelos | Pablo Iglesias            | SEAT 124-1800              | 2:03:37 | +16:15     |
| 7.   | Oswaldo Oliveira       | Joaquim Bessa             | Simca Rallye 3             | 2:03:46 | +16:24     |
| 8.   | José Luis Vilanova     | López                     | Renault 5 Alpine           | 2:06:29 | +19:07     |
| 9.   | Pablo Gómez            | Luis M. Andiocoechea      | SEAT 124-1800              | 2:06:38 | +19:16     |
| 10.  | Iglesias               | Pozo                      | SEAT 124-1800              | 2:07:48 | +20:26     |